# Pondok Jaya (Pondok Aren)
Pondok Jaya is een bestuurslaag in het regentschap Tangerang Selatan van de provincie Banten, Indonesië. Pondok Jaya telt 10.209 inwoners (volkstelling 2010).